# Avortament
L'avortament, avort, aborció o afollament és un terme mèdic per a designar la interrupció de l'embaràs per l'expulsió del fetus abans que aquest sigui viable entre les 20 i les 28 setmanes. Pot ser espontani o induït. L'avortament espontani és la pèrdua del fetus sense cap intervenció humana. Pot ser accidental (per una infecció, un trauma, una intoxicació, un defecte del fetus…) en una persona que ja ha tingut embarassos normals, o habitual (regular) quan una malformació, un defecte hormonal o alguna altra causa impossibilita que el fetus pugui créixer normalment. L'avortament induït o avortament provocat resulta de les accions empreses amb la intenció d'interrompre l'embaràs.
Es parla d'avortament terapèutic, quan, entre d'altres, la continuació de l'embaràs o el part signifiquen un risc greu per a la vida de la mare, per a evitar el naixement d'un nen amb una malaltia congènita o genètica greu fatal o que el condemna a patiments o discapacitats molt greus, o per a reduir el nombre de fetus en embarassos múltiples fins a un nombre que faci el risc acceptable.
En el cas d'embaràs no desitjat, es pot provocar l'avortament, quan la dona decideix que no pot o no vol tenir l'infant per raons personals, socials, psicològiques o de salut mental. Aquests criteris poden ser legítims o no segons el marc legal corresponent. Practicat per professionals de la salut habilitats i completat quan necessari per suport psicològic i social, el risc de complicacions sanitàries o psicosocials és mínim. Aquesta forma d'avortament provocat sovint és matèria de controvèrsia ètica i de restriccions legals. Als països de la Unió Europea està autoritzat, dins els límits de la llei.
L'avortament clandestí, en ser executat per no sanitaris, sovint sense unes mesures d'higiene apropiades, o sense una preparació o un seguiment adequats, és una de les principals causes de mort en dones joves, particularment en els països menys desenvolupats. En total cada any moren unes 70.000 dones per aquest motiu, sobretot a l'Àfrica subsahariana, on la taxa de dones en edat reproductiva mortes com a conseqüència de les complicacions derivades dels avortaments clandestins és altíssima.
Sobre problemes sexuals i d'embaràs no desitjat, a Catalunya es pot recórrer als Centres d'Atenció Primària, amb Atenció a la Salut Sexual i Reproductiva (ASSIR).

## Tipus
Segons les causes de l'avortament, es poden distingir dos tipus:

### Induït
Aproximadament 205 milions d'embarassos es donen cada any en tot el món. Al voltant d'una tercera part són no desitjats i al voltant d'una cinquena part acaben en avortament induït. La major part dels avortaments resulten d'embarassos no desitjats. Al Regne Unit, de l'1 al 2% dels avortaments són conseqüència de problemes genètics en el fetus. Un embaràs es pot interrompre intenciodament de diferents maneres. La manera que es selecciona depèn sovint de l'edat de gestació de l'embrió o el fetus, que augmenta en mida a mesura que l'embaràs progressa. També es poden seleccionar procediments específics segons legalitat, disponibilitat regional o preferència personal del doctor o del pacient.
Les raons per a les quals es produeix un avortament induït es caracteritzen típicament com terapèutiques o electives. Un avortament és referit en termes mèdics com un avortament terapèutic quan es fa per tal de salvar la vida de la dona embarassada; evitar dolor físic o patiment mental a la dona; finalitzar un embaràs en què segons les indicacions el nadó tindrà un alt risc de morbiditat prematura, mortalitat o discapacitat; o la reducció selectiva del nombre de fetus per a evitar complicacions associades a l'embaràs múltiple. Es considera que un avortament és electiu o voluntari quan es dona per sol·licitud de la dona per raons no mèdiques. Sovint hi ha confusió al voltant del terme "electiu" perquè la cirurgia electiva es refereix generalment a tota cirurgia programada que no suposa una emergència, ja sigui necessària en termes mèdics o no.

### Espontani
L'avortament espontani és l'expulsió no intencional de l'embrió o fetus abans de la 24a setmana de gestació. L'embaràs que acaba abans de les 37 setmanes de gestació resultant en un naixement es coneix com a part preterme o part prematur Quan un fetus mor in utero després de la viabilitat fetal o durant el treball de part, s'anomenen habitualment mort fetal. Es diu que no hi ha viabilitat fetal quan el fetus té un pes menor a 500 grams o quan l'avortament espontani es produeix abans de les 20 setmanes de gestació. Els naixements prematurs i les morts fetals no es consideren generalment avortaments espontanis tot i que l'ús d'aquests termes els pot confondre de vegades.
Només del 30% al 50% de les concepcions progressen més enllà del primer trimestre. L'àmplia majoria d'aquests que no progressen es perden abans que la dona sigui conscient de la concepció, i molts embarassos es perden abans que els mèdics clínics puguin detectar l'embrió. El 80% d'aquests avortaments espontanis passen en el primer trimestre.
La causa més comuna de l'avortament espontani durant el primer trimestre és la mutació cromosòmica de l'embrió o del fetus, que es dona en almenys un 50% de les pèrdues analitzades en aquest període. Altres causes inclouen malalties vasculars (com ara el lupus), la diabetis, altres problemes hormonalas, infeccions, i anormalitats de l'úter. L'edat avançada de la mare o l'historial d'avortaments espontanis previs són els dos factors principals associats a un risc més gran de sofrir un avortament espontani. Un avortament espontani també pot ser causat per un trauma físic; un trauma intencional o l'estrés com a causa d'avortament espontani es poden considerar avortament induït o feticidi.
L'avortament espontani es classifica en precoç, si es produeix abans de la dotzena setmana de gestació; i tardà quan es produeix entre les setmanes 12 i 22 de gestació.

## Mètodes

### Mèdic
Els avortaments mèdics són aquells induïts per productes farmacèutics abortius. L'avortament amb medicaments es va convertir en un mètode alternatiu d'avortament amb la disponibilitat d'anàlegs de la prostaglandina en la dècada de 1970 i l'antiprogestagen mifepristona (també conegut com RU-486) en la dècada de 1980.
Els règims d'avortament mèdic primerenc més comuns del primer trimestre usen mifepristona en combinació amb misoprostol (o de vegades un altre anàleg de la prostaglandina, gemeprost) fins a 10 setmanes (70 dies) d'edat gestacional, metotrexat en combinació amb un anàleg de la prostaglandina de fins a 7 setmanes de gestació, o un anàleg de la prostaglandina solament.[Els règims de combinació de mifepristona i misoprostol funcionen més ràpid i són més eficaços a edats gestacionals posteriors que els règims de combinació de metotrexat i misoprostol, i els règims de combinació són més eficaces que el misoprostol sol. Aquest règim és efectiu en el segon trimestre. Els règims d'avortament mèdic que involucren mifepristona seguit de misoprostol en la galta entre 24 i 48 hores després són eficaces quan es realitzen abans dels 70 dies de gestació.
En avortaments molt primerencs, fins a 7 setmanes de gestació, l'avortament amb medicaments usant un règim de combinació de mifepristona i misoprostol es considera més eficaç que l'avortament quirúrgic (aspiració al buit), especialment quan la pràctica clínica no inclou una inspecció detallada del teixit aspirat. Els règims d'avortament mèdic primerenc que usen mifepristona, seguits de 24 a 48 hores després per misoprostol bucal o vaginal, són 98 % efectius fins a les 9 setmanes d'edat gestacional; de 9 a 10 setmanes l'eficàcia disminueix modestament al 94 %. Si l'avortament amb medicaments falla, s'ha d'usar l'avortament quirúrgic per a completar el procediment.
Els avortaments mèdics primerencs representen la majoria dels avortaments abans de les 9 setmanes de gestació a Gran Bretanya, França, Suïssa, Estats Units, i els països nòrdics.
Els règims d'avortament mèdic que utilitzen mifepristona en combinació amb un anàleg de la prostaglandina són els mètodes més comuns utilitzats per als avortaments del segon trimestre al Canadà, la major part d'Europa, Xina i l'Índia, en contrast amb els Estats Units, on el 96 % dels avortaments del segon trimestre es realitzen quirúrgicament per dilatació i evacuació.
Una Revisió Sistemàtica Cochrane 2020 va concloure que proporcionar a les dones medicaments per portar a casa per a completar la segona etapa del procediment per a un avortament mèdic d'hora resulta en un avortament efectiu.[Calen més investigacions per a determinar si l'avortament mèdic autoadministrat és tan segur com l'avortament mèdic administrat pel proveïdor, on un professional de la salut està present per a ajudar a manejar l'avortament mèdic. [Permetre de forma segura que les dones s'autoadministren medicaments per a l'avortament té el potencial de millorar l'accés a l'avortament. Altres llacunes d'investigació que es van identificar inclouen la millor manera de recolzar a les dones que trien portar el medicament a casa per a un avortament autoadministrat.

### Quirúrgic
Fins a 15 setmanes de gestació, succió-aspiració o aspiració al buit són els mètodes quirúrgics més comuns d'avortament induït. L'aspiració manual al buit (MVA) consisteix a extreure l'embrió, la placenta i les membranes del fetus mitjançant succió utilitzant una xeringa manual, mentre que l'aspiració elèctrica al buit (EVA) utilitza una bomba elèctrica. Aquestes tècniques es poden utilitzar molt primerenc en l'embaràs. El MVA es pot usar fins a 14 setmanes, però s'usa més sovint abans en els EE. UU. L'EVA es pot usar més tard.
El MVA, també conegut com "minisucció" i "extracció menstrual" o EVA, es pot usar en un embaràs molt primerenc quan pugues no ser necessària la dilatació cervical. La dilatació i legrat (D&C) es refereix a l'obertura del coll uterí (dilatació) i l'eliminació de teixit (curetatge) a través d'instruments de succió o afilats. D&C és un procediment ginecològic estàndard realitzat per una varietat de raons, incloent l'examen del revestiment uterí per a detectar possibles neoplàsies malignes, la investigació de sagnat anormal i l'avortament. L'Organització Mundial de la Salut recomana legrat agut solament quan no es disposa d'aspiració de succió.
La dilatació i evacuació (D&I), utilitzada després de 12 a 16 setmanes, consisteix a obrir el coll uterí i buidar l'úter usant instruments quirúrgics i succió. El D&I es realitza per via vaginal i no requereix una incisió. La dilatació i extracció intactes (D&X) es refereix a una variant de D&I que de vegades s'usa després de 18 a 20 setmanes quan l'extracció d'un fetus intacte millora la seguretat quirúrgica o per altres raons.
L'avortament també es pot realitzar quirúrgicament per histerotomia gràvida. L'avortament per histerotomia és un procediment similar a una cesària i es realitza sota anestèsia general. Requereix una incisió més petita que una cesària i es pot usar durant etapes posteriors de l'embaràs. La histerectomia gràvida es refereix a l'extirpació de tot l'úter mentre encara conté l'embaràs. La histerotomia i la histerectomia s'associen amb taxes molt més altes de morbiditat i mortalitat materna que el D&I o l'avortament per inducció.
Els procediments del primer trimestre generalment es poden realitzar amb anestèsia local, mentre que els mètodes del segon trimestre poden requerir sedació profunda o anestèsia general.

### Avortament per instil·lació
Un avortament també es pot provocar injectant una solució química (salina hipertònica, d'urea o de prostaglandines) dins de la bossa amniòtica, per regla general entre les setze i les 24 setmanes de gestació. El cèrvix es dilata abans de la injecció i el líquid introduït origina contraccions uterines que expulsen el fetus. Eventualment, cal efectuar una dilatació i curetatge per a eliminar remanents fetals o de teixit placentari. Avui dia, aquest mètode abortiu ha caigut en desús a causa de les serioses complicacions que la seva pràctica pot ocasionar i de l'aparició de procediments alternatius més segurs i eficaços.

### Altres mètodes
Històricament, una sèrie d'herbes que es creu que posseeixen propietats abortives s'han utilitzat en la medicina popular. Entre aquestes es troben: el romaní silvestre, el poliol, el cànem, la cimicífuga i l'ara extint silfi
En 1978, una dona de Colorado va morir i una altra va desenvolupar danys orgànics quan van intentar interrompre els seus embarassos prenent oli de poliol, una substància càmforada. A causa que l'ús indiscriminat d'herbes com a abortius pot causar efectes secundaris greus, com a insuficiència orgànica múltiple, o fins i tot letals, els metges no ho recomanen.
L'avortament de vegades s'intenta causant un trauma en l'abdomen. El grau de força, si és greu, pot provocar lesions internes greus sense necessàriament tenir èxit induint l'avortament. En el sud-est asiàtic, hi ha una antiga tradició d'intentar avortar a través d'un massatge abdominal contundent. Un dels baixos relleus que decoren el temple d'Angkor Wat de Cambodja representa a un dimoni realitzant tal avortament a una dona que ha estat enviada a l'inframon.
Els mètodes reportats d'avortament insegur i autoinduït inclouen el mal ús del misoprostol i la inserció d'implements no quirúrgics com a agulles de teixir i penjadors en l'úter. Aquests i altres mètodes per a interrompre l'embaràs es poden cridar "avortament espontani induït". Tals mètodes rares vegades s'utilitzen en països on l'avortament quirúrgic és legal i està disponible.

## Avortament en animals

### Avortament espontani
Els animals no humans també poden patir avortaments espontanis. En el cas de les vaques, per exemple, hi ha diversos factors que poden interrompre la gestació, incloent-hi el consum de plantes verinoses i les infeccions. S'han relacionat els desequilibris de vitamina A, vitamina E, seleni i ferro, així com les temperatures elevades i els traumatismes, amb la pèrdua de fetus. Les causes d'avortament en les ovelles són similars. A vegades resulta difícil diagnosticar l'avortament en aquestes dues espècies.